# Легка атлетика на літніх Олімпійських іграх 2024 — біг на 10000 метрів (жінки)
Змагання з бігу на 10000 метрів серед жінок на літніх Олімпійських іграх 2024 у Парижі проходитимуть 9 серпня на «Стад-де-Франс».
За регламентом змагань попередніх забігів у бігу на 10000 метрів не передбачалось.

## Кваліфікація
Світова легка атлетика встановила квоту у 27 атлеток, які могли взяти участь у олімпійських змаганнях з бігу на 10000 метрів. Від кожної країни могло бути заявлено не більше трьох атлеток у дисципліні. Квота була сформована за рахунок атлеток, які показали на визначених змаганнях (як на біговій доріжці, так і на шосейній трасі) кваліфікаційний норматив (30.40,00) упродовж періоду з 31 грудня 2022 до 30 червня 2024. До них додавались атлетки, які не показали кваліфікаційного нормативу чи не проходили за рейтингом на 10-кілометровій дистанції, проте входили до першої вісімки кросового рейтингу Світової легкої атлетики. Решта атлеток добиралася для заповнення встановленої квоти за рейтингом Світової легкої атлетики з бігу на 10000 метрів.

## Напередодні старту
Основні рекордні результати на початок змагань:
| WR | Беатріс Чебет Кенія | 28.54,14 | Юджин          | 25 травня 2024 |
| OR | Алмаз Аяна Ефіопія  | 29.17,45 | Ріо-де-Жанейро | 12 серпня 2016 |
| WL | [[]]                |          | [[]]           |                |

## Результати
Помилка:ID сторінки не надано на YouTube
| Місце | Атлетка | Час | Примітки |
| ----- | ------- | --- | -------- |
| 1     |         |     |          |
| 2     |         |     |          |
| 3     |         |     |          |
| 4     |         |     |          |
| 5     |         |     |          |
| 6     |         |     |          |
| 7     |         |     |          |
| 8     |         |     |          |
| 9     |         |     |          |
| 10    |         |     |          |
| 11    |         |     |          |
| 12    |         |     |          |
| 13    |         |     |          |
| 14    |         |     |          |
| 15    |         |     |          |
| 16    |         |     |          |
| 17    |         |     |          |
| 18    |         |     |          |
| 19    |         |     |          |
| 20    |         |     |          |
| 21    |         |     |          |
| 22    |         |     |          |
| 23    |         |     |          |
| 24    |         |     |          |
| 25    |         |     |          |
| 26    |         |     |          |
| 27    |         |     |          |